# Плодоїд смугохвостий
Плодоїд смугохвостий (Pipreola intermedia) — вид горобцеподібних птахів родини котингових (Cotingidae). Мешкає в Перу і Болівії.

## Опис

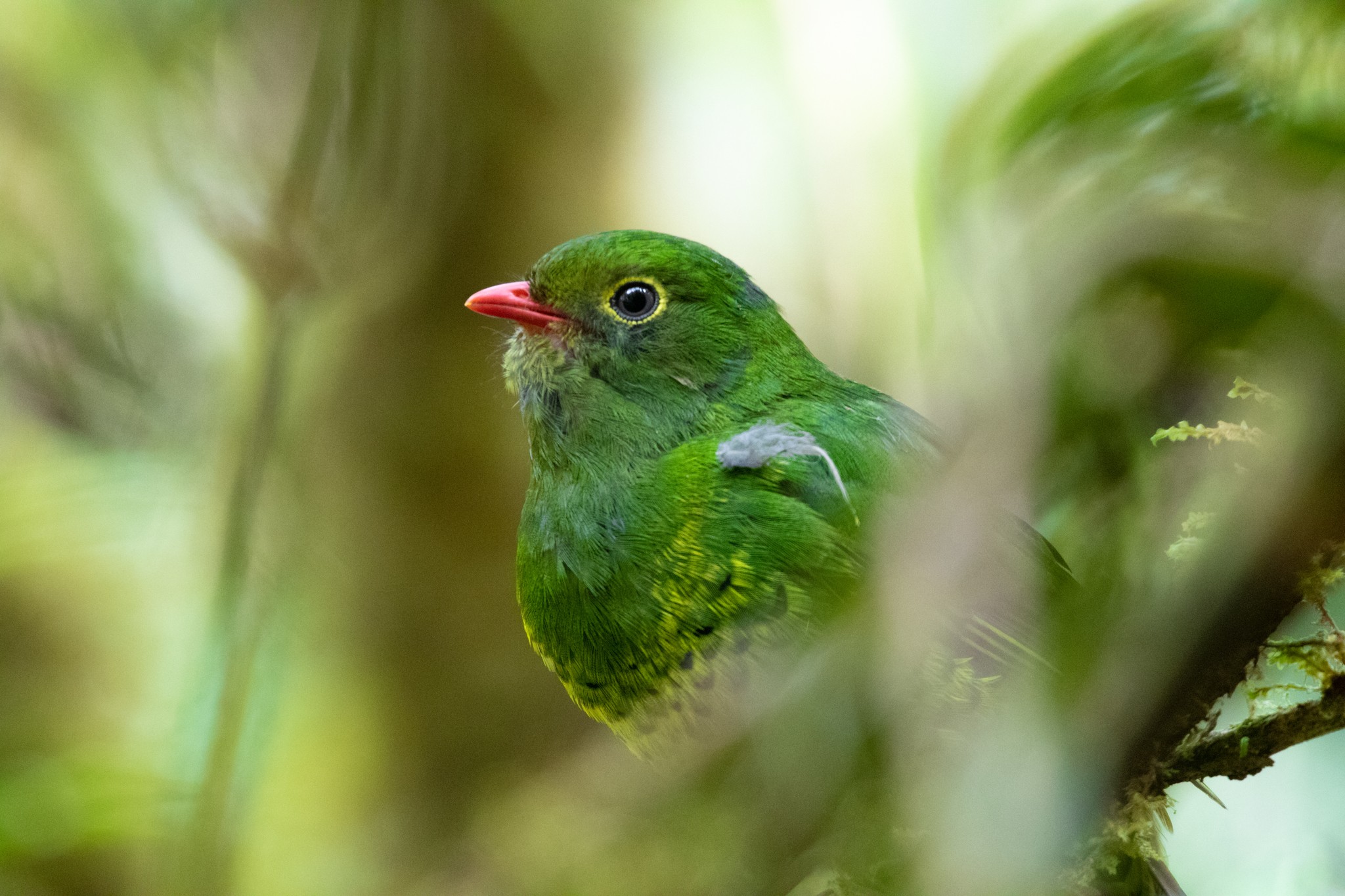
Самиця смугохвостого плодоїда

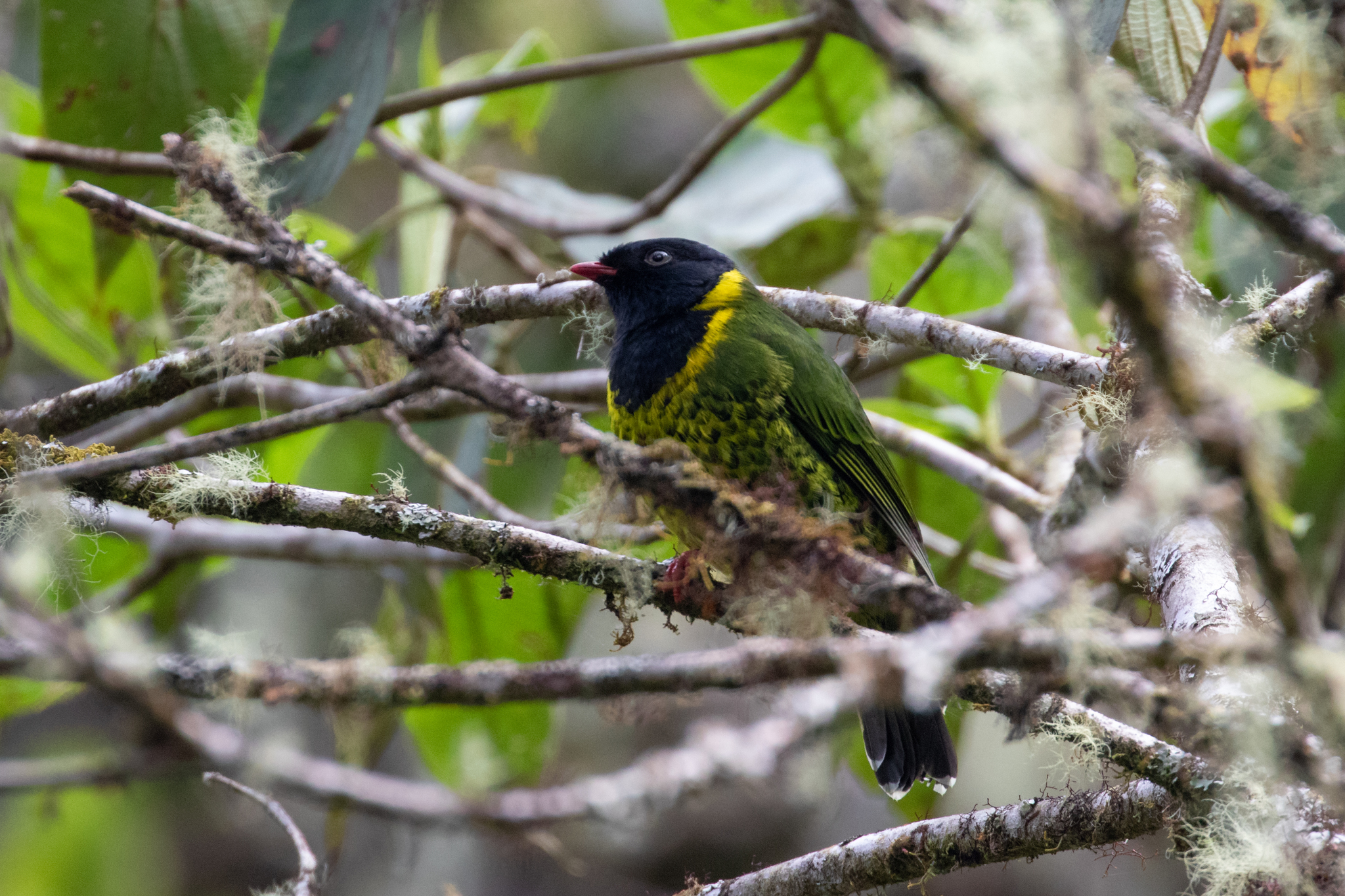
Самець смугохвостого плодоїда

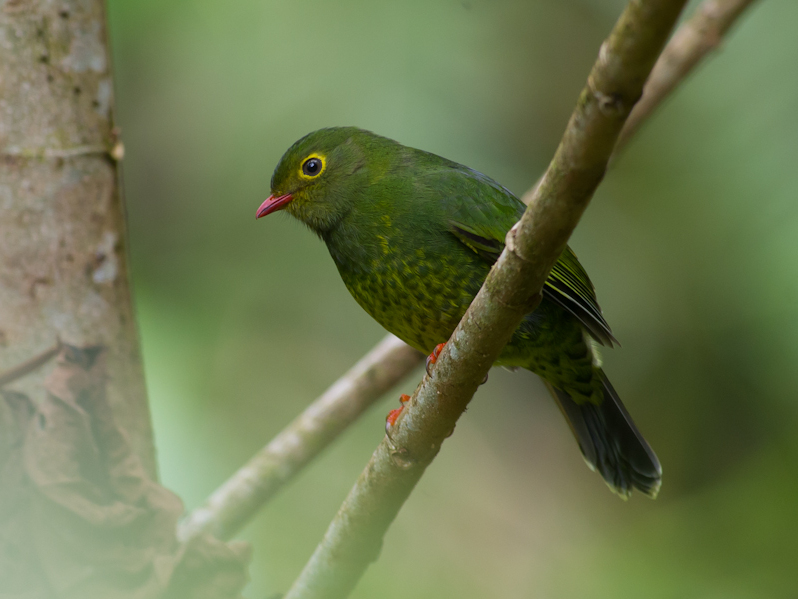
Самиця смугохвостого плодоїда

Довжина птаха становить 19 см. У самців голова чорна з зеленим відблиском, на грудях чорний "комір" з яскраво-жовтими краями, навколо очей жовті кільця. Верхня частина тіла зелена, на боках чорні плями. Хвіст зелений з чорною смугою на кінці, стернові пера мають білі кінчики. Нижня частина тіла жовтувата, поцятковані зеленими плямками або смужками. У самиць голова і груди зелені. Райдужки жовті, дзьоб і лапи червоні.

## Підвиди
Виділяють два підвиди:
- P. i. intermedia Taczanowski, 1884 — східні схили Перуанських Анд (від східного Ла-Лібертада і Сан-Мартіна на південь до Хуніна);
- P. i. signata (Hellmayr, 1917) — східні схили Анд на південному сході Перу (Куско, Пуно) і на заході Болівії (Ла-Пас, Кочабамба).

## Поширення і екологія
Смугохвості плодоїди живуть в нижньому і середньому ярусах вологих гірських тропічних лісів. Зустрічаються на висоті від 1100 до 3100 м над рівнем моря. Живляться плодами.